# Nymphe (Schiff, 1864)
Die Nymphe war eine Glattdeckskorvette der preußischen, norddeutschen und der Kaiserlichen Marine. Sie war das erste Schiff nach dem Amtsentwurf 1861 (Nymphe-Klasse), das für den Auslandsdienst beschafft wurde. 1864 war sie am Seegefecht bei Jasmund beteiligt. 1865/66 folgte ein Einsatz im Mittelmeer, 1870 das Seegefecht in der Putziger Wiek mit französischen Einheiten vor Danzig. Von 1871 bis 1874 war die Korvette vorrangig im Pazifik. Von 1874 bis 1885 erfolgten weitere Einsätze als Schiffsjungenschulschiff der Kaiserlichen Marine. 1887 wurde das Schulschiff Nymphe aus der Flottenliste gestrichen. Der Rumpf wurde in Kiel bis 1891 als Ausbildungsschiff für Maschinisten verwendet und dann abgewrackt.

## Geschichte derNymphe
SMS Nymphe lief am 15. April 1863 bei der Königlichen Werft in Danzig vom Stapel. Sie war die erste der beiden Glattdeckskorvetten der Nymphe-Klasse. Ihr Schwesterschiff Medusa lief 1864 ebenfalls bei der Danziger Werft vom Stapel. Die Entscheidung für den Bau der kleineren Korvetten erging 1861, als die Beschaffung der fünf größeren Schraubenfregatten der Arcona-Klasse noch nicht abgeschlossen war. Die Werft Danzig sollte den Bau bis auf die Antriebsanlage aus im Inland gefertigten Baustoffen und -teilen durchführen.
Benannt waren die Schiffe nach Figuren der griechischen Mythologie. Die Nymphen waren weibliche Naturgottheiten. Die neuen Korvetten mit Holzrümpfen verdrängten bei voller Ausrüstung 1202 t, waren 64,9 m lang und 10,2 m breit. Sie verfügten über eine Dampfmaschine für 12 Knoten (kn) Fahrt und waren als Vollschiff mit 1500 m² Segelfläche getakelt. Bewaffnet war die Nymphe anfangs mit zehn glatten 36-Pfündern und sechs gezogenen 12-Pfündern.
Die im Herbst 1863 fertiggestellte Nymphe führte von November 1863 bis zum Januar 1864 einige Probefahrten durch, bei denen vorrangig Techniker und Heizer der britischen Hersteller die Maschine bedienen mussten. Das neue Schiff wurde dann nach Swinemünde verlegt, um gegebenenfalls schneller gegen Dänemark eingesetzt werden zu können.

### Erste Einsätze
Die erste Indienststellung erfolgte am 20. Februar 1864. Die neue Korvette trat zu dem unter Kapitän zur See Jachmann gebildeten Geschwader. Sein Vorstoß mit den Korvetten Arcona und Nymphe, dem Aviso Loreley und fünf Dampfkanonenbooten führte am 17. März zum Seegefecht bei Jasmund. Im Gefecht mit dem dänischen Linienschiff Skold, den Fregatten Själland und Tordenskjold sowie den Korvetten Heimdal und Thor erhielt die Nymphe 19 Treffer im Rumpf und etwa 50 in der Takelage. Zwei Mann starben, weitere vier wurden schwer verletzt. Die Schäden konnten schnell beseitigt werden und die Korvette blieb bis zum Kriegsende einsatzbereit und nahm an mehreren Vorstößen ohne Feindberührung teil.

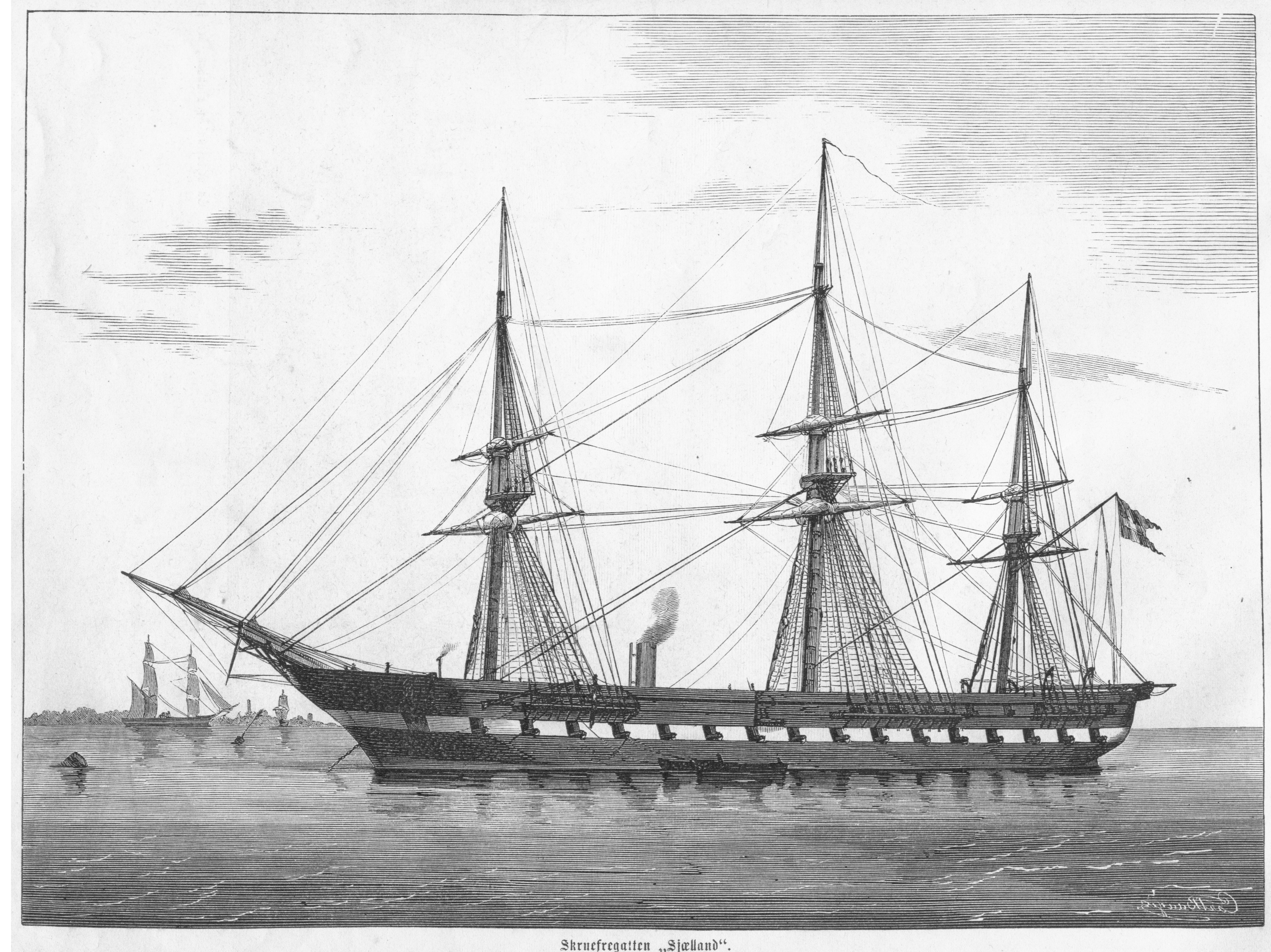
Die dänische Schraubenfregatte Själland

Nach Übungsfahrten in der Ostsee geleitete die Korvette Nymphe am 6. August 1865 das Kanonenboot Delphin ins östliche Mittelmeer. Die Delphin war als Stationsschiff für Konstantinopel vorgesehen. Die Korvette transportierte das 15-cm-Geschütz des Kanonenbootes und nahm es während der Fahrt zeitweise in Schlepp. In der Ägäis gab die Nymphe am 22. September das Geschütz wieder an die Delphin ab. Während dieser Reise wurde die Eruption von Santorin beobachtet. Wegen der zunehmenden Spannungen mit Österreich traten die beiden Schiffe im März 1866 die Rückreise an, trafen Mitte Juli in Geestemünde ein und traten zur Nordseeflottille. Am 31. Januar 1867 wurde die Nymphe im neuen Marinedepot Geestemünde außer Dienst gestellt. Im April verlegte das Schiff in die Ostsee, besuchte Kiel und Danzig und wurde wegen des schlechten Zustands der Kessel und dringender Reparaturen am 5. August 1868 wieder außer Dienst gestellt.
Während der Mobilmachung anlässlich des Deutsch-Französischen Krieges wurde die Nymphe am 21. Juli 1870 zur Verteidigung Danzigs wieder in Dienst gestellt. Schon am 22. August erschien ein französischer Verband mit drei Panzerkorvetten der Alma-Klasse und einem Aviso in der Danziger Bucht. Der Kommandant der Nymphe entschloss sich zu einem nächtlichen Überraschungsangriff auf die Franzosen und beschoss aus kurzer Distanz die Panzerkorvette Thétis, die das Feuer erwiderte. Beide Seiten erzielten keine Treffer und die Nymphe konnte sich rechtzeitig zurückziehen. Die Franzosen zogen sich zurück, da sie geringe Einsatzmöglichkeiten für ihre tiefgehenden Schiffe sahen. Für einen denkbaren Einsatz im Kreuzerkrieg gegen Frankreich erschien die Nymphe wegen geringer Geschwindigkeit nicht geeignet und wurde daher am 25. August 1870 wieder außer Dienst gestellt. Die Besatzung übernahm Ende Oktober die Augusta.

### Einsatz auf der ostasiatischen Station
Am 1. Juni 1871 wurde die Nymphe wieder in Dienst gestellt. Die Korvette sollte ihr Schwesterschiff Medusa in Ostasien ersetzen und trat am 20. Juli die Ausreise in Kiel an. Über Brasilien, wo in Rio de Janeiro wegen der Verhaftung einiger Matrosen die Weiterreise um 14 Tage verzögert wurde, ging die Fahrt bis zum 4. November nach Kapstadt. Während der verlängerte Aufenthalt in Rio wegen inhaftierter Matrosen fast den Einsatz eines Flottenverbandes gegen Brasilien auslöste, verließ die Nymphe unplanmäßig Kapstadt schon am 22. November zur Verhinderung weiterer Besatzungsverluste, da neun Besatzungsmitglieder, darunter ein Seekadett, desertiert waren. Über australische Häfen lief die Korvette nach Levuka, dem damaligen Haupthafen der Fidschi-Inseln. Der Kommandant verhandelte Anfang März 1872 mit Häuptlingen der Eingeborenen und ansässigen Deutschen eine Schutzherrschaft des Reiches, die der Reichskanzler jedoch ablehnte. Am 15. März lief die Korvette dann in Apia ein. Zur Regelung von Streitigkeiten und Durchsetzung deutscher Ansprüche wurden Seesoldaten auf verschiedenen Inseln Samoas eingesetzt.

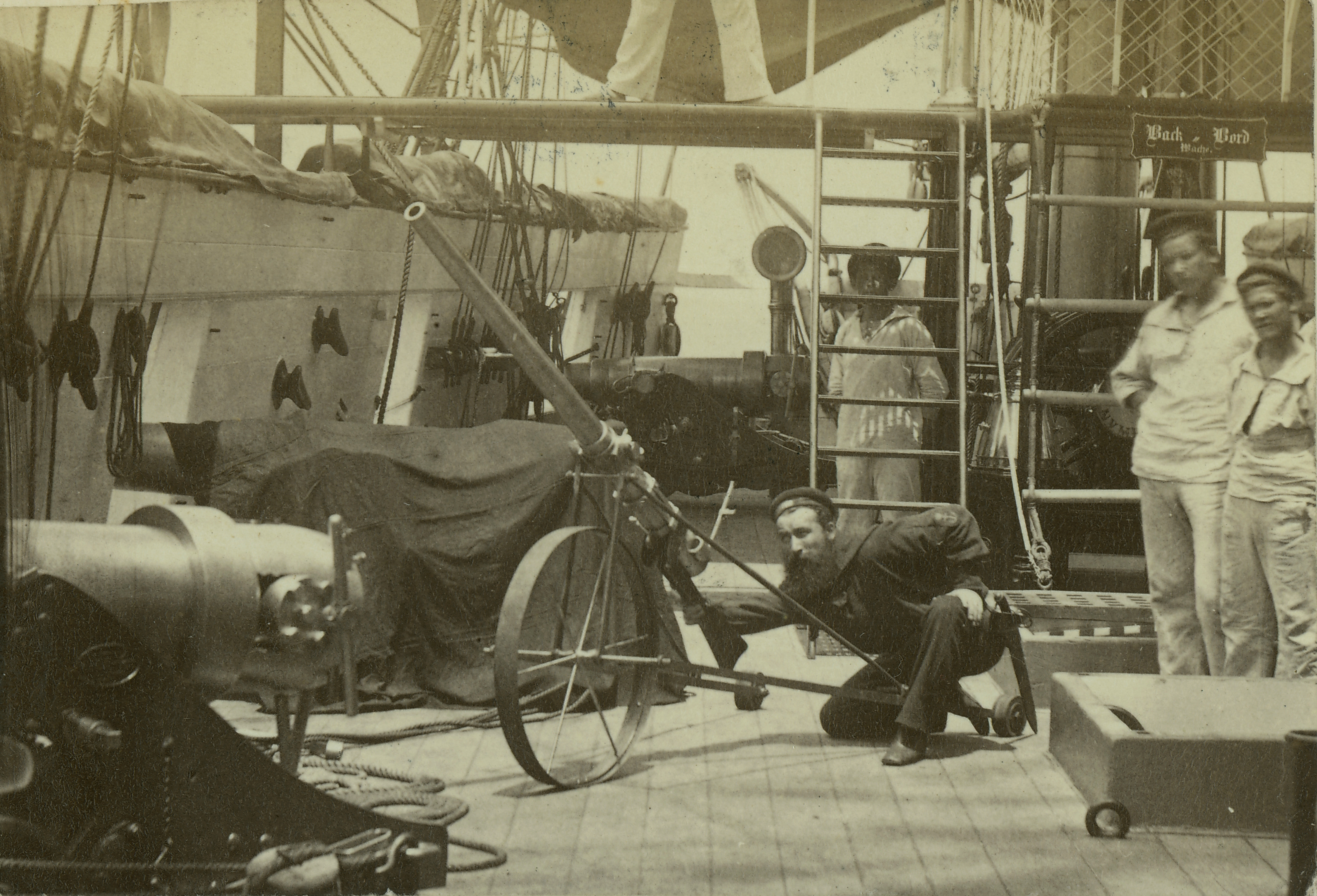
Gewehr zur Ballon-Abwehr auf der Nymphe (1872)

Ende März setzte das Schiff seine Reise nach Japan fort, lief am 20. April in Yokohama ein und löste die Hertha vor Ort ab. Bis zum Jahresende besuchte das neue Stationsschiff noch etliche japanische und russische Häfen und traf zum Weihnachtsfest in Hongkong ein.
Im Frühjahr begab sich die Nymphe auf die übliche Südreise. Am 14. März 1873 erkrankte der Großteil der Besatzung nach Besuch von Singapur an einer Infektion. Das Schiff lief dann Borneo an, um finanzielle Forderungen einer deutschen Firma durchzusetzen. Weiter ging es nach Jolo im Sulu-Archipel, das formal zu Spanien gehörte. Der dortige Sultan soll an einer deutschen Schutzherrschaft interessiert gewesen sein. Der Kommandant von Blanc übermittelte den Wunsch nach Berlin; die Reichsregierung lehnte ab. Die Korvette segelte am 11. April zurück nach Singapur und dann auf die Paknam-Reede vor Bangkok. Der Kommandant fuhr mit Begleitoffizieren und einem Landungskorps in die Hauptstadt, um Chulalongkorn, dem König von Siam, im Auftrag des Kaisers den Schwarzen Adlerorden zu überreichen. Am 16. Mai wurde die Fahrt fortgesetzt, um einen Platz für eine Kohlestation für den deutschen Ostasienverkehr zu finden. Weder die Anambasinseln nordöstlich von Singapur, die chinesische Insel Hainan, noch die Inseln des Tschusan-Archipels vor der Hangzhou-Bucht erwiesen sich als geeignet. Während der Suche nach einem geeigneten Platz lief die Nymphe auf ein Korallenriff, kam aber mit eigener Kraft wieder frei. Am 10. Oktober 1873 trat die Korvette die Rückreise nach Japan an. Die Rückreise nach Deutschland erfolgte über den Pazifik nach San Francisco und entlang der amerikanischen Westküste. Am 11. Februar 1874 passierte die Nymphe Kap Hoorn. Kurz vor dem Heimathafen geriet die Nymphe noch vor Langeland auf einen Felsen, von dem sie mit Hilfe der Ausbildungsschiffe Arminius und Nautilus wieder frei kam und am 12. Mai in Kiel einlief, wo sie am 20. Mai 1874 außer Dienst stellte. Die Nymphe war damit das erste Kriegsschiff der Kaiserlichen Marine, das eine Weltumrundung absolvierte und nach der Vineta das zweite Schiff der preußischen Marine, dem dies gelang.

### Einsatz als Schulschiff
Schon am 1. Juni 1874 stellte man die Korvette als Schiffsjungenschulschiff wieder in Dienst. Sie kreuzte mit den Briggs Undine und Musquito über die Ostsee, um dann dem preußischen Generalfeldmarschall Prinz Friedrich Karl bei Staatsbesuchen in Kopenhagen und Stockholm zur Verfügung zu stehen. Nach Teilnahme an einer Flottenparade vor dem Kaiser stellte die Nymphe am 15. Oktober 1874 in Danzig zur Grundreparatur außer Dienst. Diese Arbeiten nahmen das ganze Jahr 1875 in Anspruch.
Am 1. April 1876 wurde die Nymphe wieder als Schulschiff für Schiffsjungen in Dienst gestellt. Die große Ausbildungsreise führte nach Südamerika bis nach Montevideo, wo Ende Oktober in Paysandú am Río Uruguay ein Denkmal für einen einige Jahre zuvor ermordeten deutschen Konsul errichtet wurde. Das Schulschiff lief entlang der Ostküste des Kontinents nach Norden bis nach Halifax und kehrte am 10. September 1877 nach Kiel zurück und wurde am 27. dort außer Dienst gestellt.
Am 1. April 1878 kam die Nymphe wieder als Schiffsjungenschulschiff in Dienst und blieb bis Mitte Juli in der Ostsee, um dann ihre große Auslandsreise zu beginnen, die im Süden bis nach Rio de Janeiro führte. Ab Januar 1879 war die Korvette vor der venezolanischen Küste im Einsatz, um dort ansässigen Deutschen Unterstützung während der revolutionärer Unruhen zu geben. Auch vermittelte man zwischen den Bürgerkriegsparteien und das Schiff transportierte eine Regierungsdelegation von Puerto Cabello nach La Guaira zu Verhandlungen mit den Aufständischen. Nach Eintreffen der Panzerkorvette Hansa setzte die Nymphe ihre Ausbildungstätigkeit wieder fort. Schließlich kehrte das Schulschiff für Schiffsjungen über US-Häfen und Halifax wieder nach Kiel zurück, wo sie am 12. September 1879 eintraf. Bei der Besichtigung durch den Chef der Admiralität, von Stosch, wurde die Nymphe durch eine plötzliche Bö in der Wiker Bucht beim Kieler Marinehafen an den Strand geworfen. Zwei Schlepper konnten die Korvette wieder abbringen, sie verlegte nach Danzig und wurde am 30. September 1879 planmäßig außer Dienst gestellt, um die Erneuerung der Kesselanlage in der Kaiserlichen Werft durchzuführen.
Am 3. April 1880 kam die Nymphe wieder als Schiffsjungenschulschiff in Dienst und blieb erst in der Ostsee. Am 12. Juli begann sie dann ihre große Auslandsreise. Ihre erste Station war Kopenhagen, wo das Schulschiff von dänischen Fachoffizieren besichtigt wurde. Die Schulfahrt fand insbesondere in der Karibik statt. In Puerto Cabello wurde das Schiff durch den Präsidenten Venezuelas Antonio Guzmán Blanco besichtigt. Auf der Rückreise erfolgte in Hampton Roads eine Besichtigung durch die Familie des durch ein Attentat schwer verletzten amerikanischen Präsidenten James A. Garfield und den Vizepräsidenten Chester A. Arthur. Am 3. Oktober 1881 wurde das heimgekehrte Schiff wieder in Danzig außer Dienst gestellt.
Am 1. April 1882 kam die Nymphe wieder als Schiffsjungenschulschiff in Dienst und begann am 15. Juli ihre große Auslandsreise ins Mittelmeer. Bei der unruhigen Lage in Ägypten sollte den aktiven Marineeinheiten so ein weiteres Schiff zur Verfügung stehen. Nach Besuch einer Vielzahl levantinischer Häfen verblieb das Schiff eine längere Zeit in der Souda-Bucht im Norden Kretas nahe Chania. Wegen einer Typhus-Epidemie muss das Schiff zweimal Malta anlaufen. Nach dem zweiten Ausbruch ließ der Kommandant das Schiff Ende Dezember 1882 völlig räumen und das Schiff desinfizieren. Erst am 26. Februar 1883 war das Schulschiff wieder einsatzbereit. Es besuchte noch griechische Häfen. In Piräus erhielt es königlichen Besuch durch eine Besichtigung des griechischen Königs Georg I. In Lissabon besuchte mit König Luiz I. noch ein weiterer König die Nymphe, die dann am 6. September Kiel erreichte und am 29. September 1883 außer Dienst gestellt wurde.
Am 1. April 1884 kam die Nymphe zum letzten Mal in den Dienst der kaiserlichen Marine. Als Schiffsjungenschulschiff und jetzt als Kreuzerkorvette klassifiziert, machte sie wieder kurze Fahrten auf der Ostsee und begann am 16. Juli noch eine große Auslandsreise nach Westindien. Von Ende Februar bis Ende März 1885 lag die Nymphe vor Sabanilla an der Karibikküste während einer Revolution in Kolumbien. Anfang September traf das Schulschiff wieder in der Heimat ein und nahm noch an Manövern des Übungsgeschwaders teil. Am 7. Oktober 1885 stellte das Schiff außer Dienst. Ein weiterer Einsatz der alten Schiffes hätte fast einen Neubau bedeutet. So wurde die Nymphe schließlich am 21. Juli 1887, fast sechs Jahre nach dem jüngeren Schwesterschiff Medusa, von der Liste der Kriegsschiffe gestrichen. Der Rumpf wurde bei der I. Matrosen-Division bis 1891 zur Maschinistenausbildung genutzt, dann versteigert und zum Abbruch verkauft.

## Kommandanten
| Februar – September 1864    | KL/KK Reinhold Werner     | 1825–1909 | zuletzt Vizeadmiral |
| September 1864 – Juli 1865  | KL Franz Kinderling       | 1820–1895 | Vizeadmiral         |
| Juli 1865 – Oktober 1866    | KK Ludwig von Henk        | 1820–1894 | Vizeadmiral         |
| Oktober 1866 – Januar 1867  | KK Aneker Schau           | 1813–1872 | KzS                 |
| April – August 1867         | KL/KK Franz Kinderling    |           |                     |
| Juli – Oktober 1870         | KK Johannes Weickhmann    | 1819–1897 | KzS                 |
| Juni 1871 – Mai 1874        | KK Louis von Blanc        | 1832–1903 | Admiral             |
| Juni – September 1874       | KK Johann Heinrich Pirner | 1834–1908 | Vizeadmiral         |
| September/Oktober 1874      | KL Max Plüddemann (i. V.) | 1846–1910 | Konteradmiral       |
| April 1876 – September 1877 | KK Philipp von Kall       | 1840–1899 | Vizeadmiral         |
| April 1878 – September 1879 | KK Victor Sattig          | 1843–1883 | KzS                 |
| April 1880 – Oktober 1881   | KK/KzS Wilhelm Schröder   | 1842–1908 | Vizeadmiral         |
| April 1882 – September 1883 | KK Conrad Dietert         | 1844–1906 | Konteradmiral       |
| April 1884 – Oktober 1885   | KK/KzS Ernst von Reiche   | 1840–1912 | Vizeadmiral         |